# 岩崎清行
岩崎 清行（いわさき きよゆき、1885年（明治18年）2月 - 1970年（昭和45年）4月23日）は、大正から昭和時代の政治家。実業家。貴族院多額納税者議員。

## 経歴
宮崎県西諸県郡真幸村（真幸町、えびの町を経て現えびの市）出身。岩崎泰蔵の長男として生まれ、1904年（明治37年）家督を相続する。1914年（大正3年）東京帝国大学農科大学林学科卒業。
農業を営み、1919年（大正8年）以降、球磨川電気取締役、真幸村会議員、宮崎県会議員、同参事会員、都市計画宮崎地方委員会委員などを歴任した。
1932年（昭和7年）9月には宮崎県多額納税者として貴族院議員に互選され、同年9月29日から1939年（昭和14年）9月28日まで務めた。